# Bayer 04 Leverkusen (balonmano)
El TSV Bayer 04 Leverkusen Handball es un club de balonmano femenino de la localidad alemana de Leverkusen. En la actualidad juega en la Liga de Alemania de balonmano femenino.

## Palmarés
- Liga de Alemania de balonmano femenino (12):
  - 1965, 1966, 1973, 1974, 1979, 1980, 1982, 1983, 1984, 1985, 1986, 1987
- Copa de Alemania (9):
  - 1980, 1982, 1983, 1984, 1985, 1987, 1991, 2002, 2010
- Challenge Cup (1):
  - 2005

## Plantilla 2019-20
|  | Porteras - 16 Vanessa Fehr - 21 Nele Kurzke Extremos izquierdos - 9 Jenny Souza - 34 Joanna Rode Extremos derechos - 77 Elaine Rode - Svenja Huber Pivotes - 4 Anna Seidel - Hildigunnur Einarsdóttir | Laterales izquierdos - 7 Mia Zschocke - 11 Annefleur Bruggeman - Pia Adams Centrales - 3 Živilė Jurgutytė - 8 Sally Potocki Laterales derechos - 13 Xenia Hodel - 43 Jennifer Rode - Prudence Kinlend |